# Mekar Jaya (Tebing Tinggi)
Mekar Jaya is een bestuurslaag in het regentschap Empat Lawang van de provincie Zuid-Sumatra, Indonesië. Mekar Jaya telt 987 inwoners (volkstelling 2010).